# Karád
Karád (kroatisch Karadin) ist eine ungarische Gemeinde im Komitat Somogy und Kreis Fonyód.
Der Name Karád leitet sich vom türkischen Personennamen Kara (ungarisch fekete, deutsch: schwarz) ab. Er könnte der erste Besitzer der Siedlung gewesen sein. Gleiches gilt für Kára.

## Geschichte
Die Siedlung war im 18. Jahrhundert vollständig ungarisch.

## Kultur
Die ungarischen Volkslieder Fót hátán fót, egy üngöm vót (1938) und A karádi faluvégen (1933) wurden in Karád von Gyula Dávid sowie Rén a bárány (1953) von László Vikár gesammelt.

## Sehenswürdigkeiten
- Gárdonyi-Schule – an der Gárdonyi-Géza utca
- Karádi-Stickerei
- Kirche Szent László

## Partnerstadt
- Diakovce (slowakisch: Deakovce, ungarisch Deáki)